# Pilkari (vid Käldö, Nagu)
Pilkari är en mycket liten ö med ett sjömärke i Skärgårdshavet i Pargas stad (tidigare Nagu) i landskapet Egentliga Finland, i den sydvästra delen av landet. Ön ligger omkring 4 kilometer sydost om Själö, 6 kilometer öster om Nagu kyrka, 31 kilometer sydväst om Åbo och omkring 170 kilometer väster om Helsingfors. Närmaste allmänna förbindelse är förbindelsebryggan vid Själö som trafikeras av M/S Falkö och M/S Östern.
Öns area är 0,16 hektar och dess största längd är 60 meter i sydöst-nordvästlig riktning.